# Granbergsdal
Granbergsdal is een plaats in de gemeente Karlskoga in het landschap Värmland en de provincie Örebro län in Zweden. De plaats heeft 68 inwoners (2005) en een oppervlakte van 19 hectare.